# Gài fàn
A la Xina, s'anomena gài fàn (xinès tradicional: 蓋飯, xinès simplificat: 盖饭, pinyin: gài fàn, literalment 'arròs cuit cobert') qualsevol plat servit en una base d'arròs bullit.
El gài fàn es pren sovint com a ració individual, per contraposició als àpats a base de plats compartits amb altres comensals que són usuals als països asiàtics. El fet de ser un àpat complet integrat en un sol plat el converteix en un dels menjars per emportar més típics de la Xina.

## Història
Degut a la seva senzillesa, el gài fàn s'ha preparat a la Xina des de fa milers d'anys. Les primeres referències d'aquest plat daten dels volts de l'any 1.000 aC i està documentada la seva presència en banquets en honor de la promoció d'oficials durant la dinastia Tang.